# Crédit
 (janvier 2024).
Pour les crédits qui recensent les participants d'une œuvre, voir générique de cinéma.

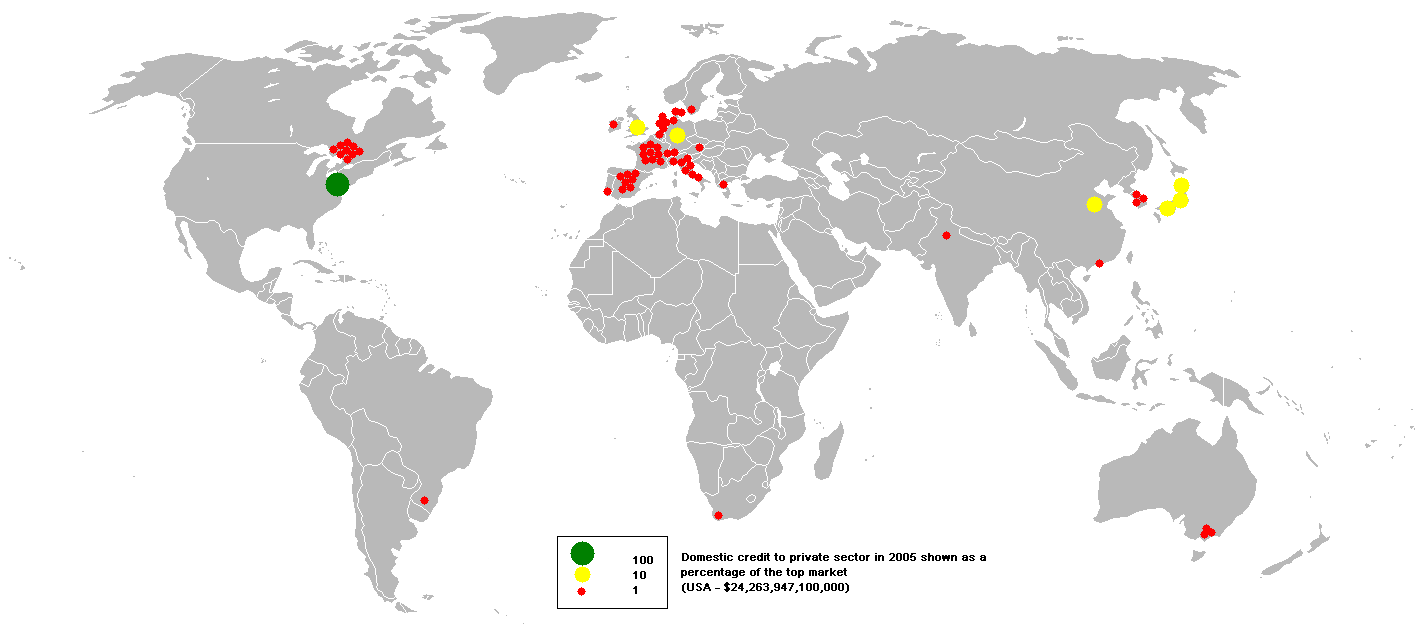
Le crédit intérieur au secteur privé en 2005

Un crédit est une mise à disposition d'argent sous forme de prêt, consentie par un créancier (prêteur) à un débiteur (emprunteur). Pour le créancier, l'opération donne naissance à une créance sur l'emprunteur, en vertu de laquelle il pourra obtenir remboursement des fonds et paiement d'une rémunération (intérêt) selon un échéancier prévu. Pour l'emprunteur, qu'il s'agisse d'une entreprise ou d'un particulier, le crédit consacre l'existence d'une dette et ouvre la mise à disposition d'une ressource financière à caractère temporaire.

## Étymologie

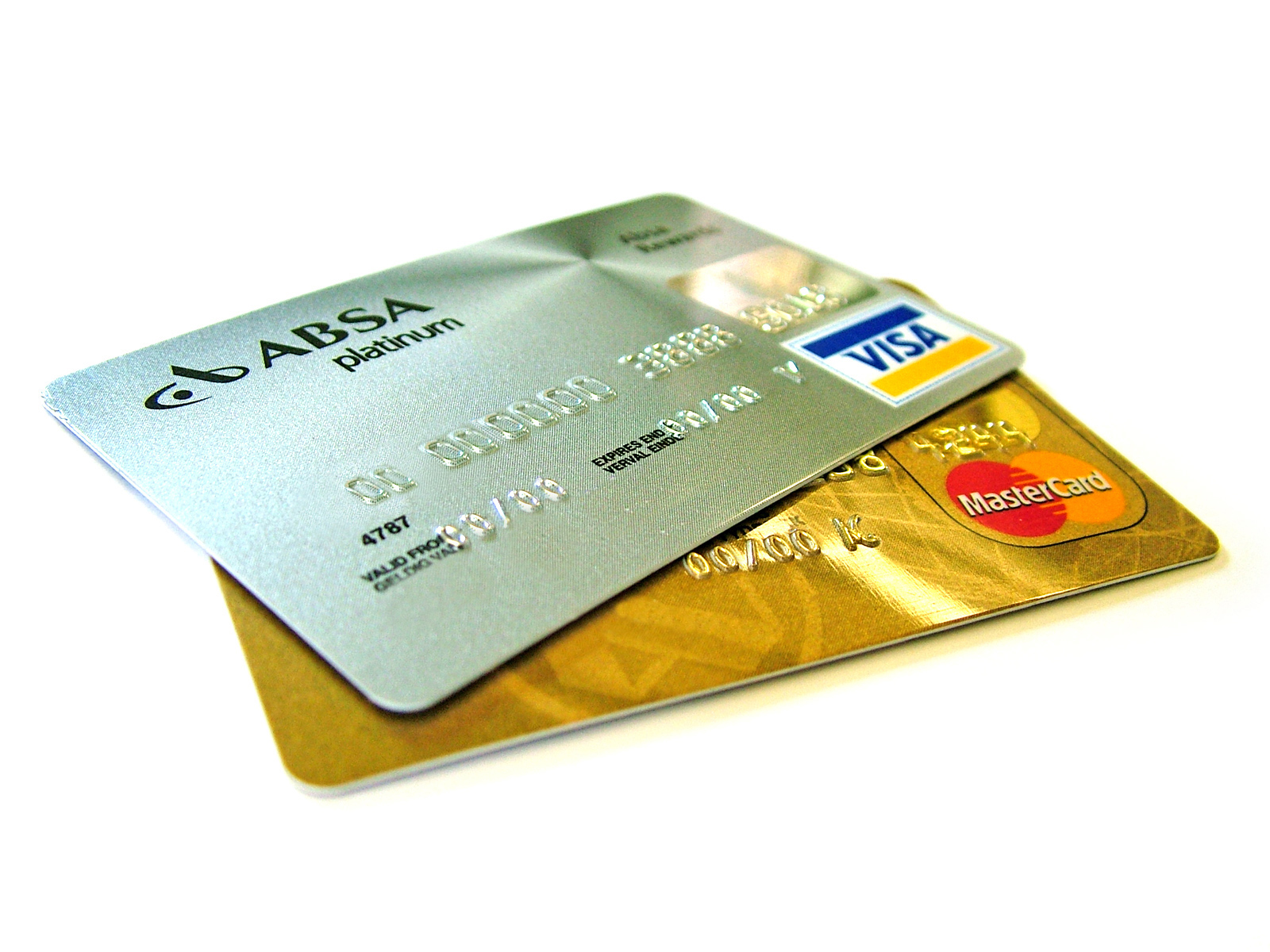
Les cartes de crédit sont couplées à un crédit renouvelable, considéré comme un crédit à la consommation.

L'étymologie du terme crédit (participe passé du latin : « credere », croire) rappelle que l'opération est fondée sur la croyance par le créancier, que le débiteur sera à même de payer sa dette à l'échéance. Le créancier est donc « celui qui fait confiance » à un débiteur.

## En droit
Le droit du crédit s'est considérablement développé, sous l'effet de la diversification des professions bancaires et des modes de distribution du crédit (à distance, par internet, par intermédiaire ou iobsp), et sous celui de la protection des consommateurs.

### En France

#### Définition du contrat de crédit
Le crédit est un contrat par lequel le créancier (d'une obligation de paiement d'un prix, issue de n'importe quel contrat) consent au report de l'exécution de sa prestation (paiement de sa dette) par le débiteur. Juridiquement, l’obligation de paiement est affectée d’un terme.
Il est possible de distinguer le prêt du crédit : ils n'auraient pas le même objet[réf. nécessaire]. Le droit français ne propose pas cette différence. Le prêt repose sur le crédit (puisque l’obligation de restitution d'une somme est assortie d’un terme). Tout crédit ne serait pas un prêt (puisque le crédit n’est pas assimilable à un contrat de financement et ne suppose pas la remise d’une somme d’argent par le créancier[réf. nécessaire]). 
Autrefois [Quand ?], le contrat de crédit était un contrat consensuel (formé par le seul échange des consentements), alors que le contrat de prêt était un contrat réel[réf. nécessaire] (qui se forme par la remise effective des fonds prêtés à l’emprunteur). Cette conception est remise en cause par la jurisprudence française. Sans distinguer entre prêt et crédit, celle-ci juge que ni le prêt ni le crédit n'ont la nature juridique d'un contrat réel lorsqu'ils sont consentis par un établissement de crédit, donc : par un professionnel du crédit. Un contrat, de prêt, de crédit ou de toute autre dénomination, par lequel un professionnel met ou promet de mettre des fonds à la disposition d'un emprunteur, contre leur remboursement, est validé dès sa signature par les parties.
En pratique, les deux termes (prêt et crédit) sont bien souvent employés l'un pour l'autre, s'agissant de sommes d'argent, y compris dans la Loi et la jurisprudence, sans incidence ni sur la nature, ni sur la bonne compréhension des opérations. Ni le Code de la consommation ni le Code monétaire et financier n'introduisent de différence entre prêt et crédit. En droit belge, la question a fait l’objet de nombreux débats dès lors que l’indemnité de remploi (funding loss) réclamée par le prêteur en cas de remboursement anticipé est limité à six mois en présence d’un prêt (article 1907 bis du Code civil), tandis qu’elle peut s’avérer importante en présence d’un crédit (depuis 2014, cette limitation s’applique à tous les prêts et les crédits, ces derniers devant être inférieurs à deux millions d'euros).
Le crédit suppose la confiance du créancier en la capacité du débiteur à honorer sa dette selon les termes prévus. C'est pourquoi il n'existe aucun "droit au crédit" ; les prêteurs sont toujours libres de refuser un crédit, ce que rappelle souvent la jurisprudence.
La loi française prévoit la possibilité, pour le débiteur de bonne foi qui ne peut plus faire face à ses échéances, de solliciter du juge de suspendre son obligation de rembourser, durant le délai maximal de deux années, comme en disposent les articles L. 314-20 du code de la consommation et 1343-5 du code civil.

#### Preuve du contrat de crédit
Le crédit est un acte juridique qui est censé se prouver par écrit dès lors qu'il porte sur une somme supérieure à 1.500 € en application de l'article 1359 du Code civil,.
En application du principe d'alternance de la preuve, il appartient au créancier de prouver sa créance et au débiteur de prouver la cause de sa libération. Cela signifie, en matière de crédit, que le prêteur doit prouver la mise à disposition s'il est un établissement de crédit (lorsque le prêteur est un établissement de crédit, la mise à disposition des fonds est une obligation à sa charge; dans les autres cas, c'est une condition de formation du crédit) ainsi que l'existence et le contenu du contrat de crédit (en tant que créancier du remboursement). L'emprunteur doit quant à lui prouver qu'il a payé les échéances.
Cette preuve incombe au professionnel, qui doit l'apporter par les documents contractuels produits lors de la mise à disposition des fonds.
Il est à noter que la preuve de l'existence d'un mandat de recherche de capitaux confié à un intermédiaire en opérations de banque et en services de paiement (iobsp) ne dispense pas l'établissement de crédit de produire la preuve du contrat de prêt lui-même ; en effet, demander à un courtier de chercher un prêt ne signifie pas que le consommateur a accepté un prêt.

#### Crédit et vie en couple
L'époux peut être tenu solidairement à la dette de crédit prise par l'autre époux, à condition que cette dette soit « modeste » et utile « aux besoins du ménage », ou encore, « aux besoins de la vie courante » (article 220 alinéa 2 du code civil).
Autant de notions précisées par la jurisprudence. Par exemple, un regroupement de crédit de 61 000 euros n'est pas jugé comme entrant dans ces critères.
En cas de prélèvement des mensualités du crédit sur un compte ouvert au nom d'un seul des membres du couple, c'est à l'autre qu'il appartient de démontrer que les fonds versés sur ce compte étaient communs (si tel est le cas).

#### Droit de la distribution du crédit
Le droit bancaire français distingue la fonction d'octroi du crédit, réservée aux établissements de crédit et, depuis le 1er octobre 2014, aux Intermédiaire en financement participatif, de la fonction de commercialisation des crédits, réalisée soit par les employés des établissements de crédit, soit par des distributeurs indépendants des banques : les intermédiaire en opérations de banque et en services de paiement (ou iobsp). Les courtiers en crédit sont un exemple de ces intermédiaires bancaires.
Leur encadrement réglementaire, depuis le 15 janvier 2013, a concrétisé cette dissociation nouvelle, dans un objectif central de protection des emprunteurs.
Cette protection se traduit juridiquement par l'irruption d'une obligation de conseil en crédits, à laquelle les courtiers-Intermédiaire en opérations de banque et en services de paiement sont tenus à l'égard des emprunteurs.
Depuis 2016, les crédits aux particuliers disposent d'un régime juridique établi sur des bases communes, qu'il s'agisse de crédits à la consommation ou de crédits immobiliers. En France, ce régime a modifié le Code de la consommation (ordonnance 2016-351 du 25 mars 2016), par phases successives entre le 1er juillet 2016 et le 21 mars 2019.
À terme, l'ajout récent de cette obligation de conseil en crédits des courtiers-iobsp pourrait remettre en cause l'obligation des prêteurs, limitée à la mise en garde : elle pourrait disparaître pour se voir remplacée par une obligation de conseil, ce qui harmoniserait ainsi la protection des emprunteurs, quel que soit le canal de souscription choisi pour le crédit.

#### Information du consommateur/emprunteur
L'information pré-contractuelle de l'emprunteur, puis durant la vie du contrat, est un aspect fondamental de la protection des consommateurs.

#### Législation sur l'intérêt
En France, la notion d'intérêt s'accompagne d'un taux référent, en l'occurrence ici limite, qui est le taux d'« usure ».
Aux termes de l'article L.314-6 du Code de la consommation, est déclaré usuraire « tout prêt conventionnel consenti à un taux effectif global (TEG) qui excède, au moment où il est consenti, de plus du tiers, le taux effectif moyen pratiqué au cours du trimestre précédent par les établissements de crédit pour des opérations de même nature comportant des risques analogues ». Les seuils de l'usure sont publiés et consultables sur le site de la Banque de France.
L'usure repose à la fois, sur le mode de calcul de l'indice de prix d'un prêt (le TEG ou me TAEG), ainsi que sur le mode de calcul du plafond de cet indice.

##### L'intérêt comme prix du crédit
L'intérêt est la somme d'argent que l'emprunteur doit rembourser en plus de la somme empruntée (dénommée le « Capital »). Si demander des intérêts a été historiquement controversé, d'abord condamné surtout pour des motifs de nature religieuse, puis régulé (limitation des intérêts par le concept d'usure), les économistes et les prêteurs justifient l'exigence d'intérêts par une série d'arguments :
1. Le prêt est un service fourni par le prêteur à l'emprunteur. Comme tout service, il est vendu. Le prix de ce service est précisément l'intérêt. Et ce prix est à peu près proportionnel à la somme prêtée, c'est pourquoi ce prix est habituellement présenté sous la forme d'un taux, appelé le taux d'intérêt.
2. La rémunération de l'activité bancaire : le capital placé possède lui-même un coût ; il nécessite une rémunération, incluant un bénéfice financier à pratiquer le prêt d'argent.
3. C'est le prix à payer au créancier ou au financeur pour le dédommager de sa renonciation à sa préférence pour la liquidité.
4. Le risque du prêteur : si des emprunteurs ne remboursent pas, étant finalement insolvables, c'est-à-dire que la vente forcée de leurs biens ne permet pas de récupérer la somme prêtée, les intérêts des prêts remboursés couvrent les pertes (par mutualisation des risques).
5. L'inflation : l'inflation dévalorise la monnaie dans laquelle la dette est libellée et avec laquelle l'emprunteur rembourse. Les intérêts permettent théoriquement de compenser tout ou partie de cette dévalorisation et de récupérer in fine une quantité d'argent équivalente économiquement à celle initialement prêtée.

Parfois, la charge de l'intérêt est allégée, pour l'emprunteur. Par exemple, des dispositifs de défiscalisation des intérêts peuvent entrer en vigueur (comme en matière d'investissement locatif). Cela revient à faire prendre en charge par l’État une partie du coût total d'un crédit.

##### Letaux de l'usure
Son objet consiste à fixer le plafond que les taux commerciaux pratiqués ne peuvent dépasser, sous peine de sanction. Plusieurs plafonds (ou : seuils) de l'usure sont définis, selon différentes natures de crédit : objets, types d'emprunteurs, durées. 
Le plafond est déterminé en fonction du taux effectif moyen constaté pour les prêts distribués. Est usuraire un crédit qui dépasse 133 % du taux effectif moyen constaté durant la période précédente. 
Les taux d'usure font l'objet d'une publication trimestrielle par la Banque de France. Ce rythme peut varier, en cas de circonstances particulières : il était mensuel en 2023.
En cas de taux usuraire, les intérêts excessifs sont imputés sur les intérêts normaux puis le capital restant dû.

##### Letaux effectif global
Le taux effectif global (TEG) est un indice qui représente le coût complet d'un crédit. Outre sa fonction pour l'application du plafond d'usure, il permet à un emprunteur de comparer différents prix de prêts.
Il était utilisé pour les crédits immobiliers aux particuliers, jusqu'en 2016. Il reste utilisé pour les crédits aux entreprises, et possiblement, pour les crédits aux particuliers hors crédits à la consommation et crédits immobiliers postérieurs à 2016, prêts minoritaires. Il prend la forme juridique du TAEG, pour la majorité des prêts aux consommateurs, depuis 2016.
Le TEG ou le TAEG répondent à une définition juridique : l'indice du prix du prêt possède une nature conventionnelle. Tous les coûts d'un prêt n'entrent ainsi pas dans le TEG ou dans le TAEG. 
Depuis 2016, trois conditions juridiques sont à réunir, pour qu'un coût entre dans le TEG ou le TAEG d'un prêt :
- le coût est supporté par l'emprunteur
- le coût est connu du prêteur
- le coût est une condition d'octroi du prêt.

Par exemple  : les intérêts, des frais de dossier, le coût de garanties exigées du prêteur, ou celui des assurances du prêt, peuvent faire partie des coûts pris en considération pour le calcul du TEG ou du TAEG, s'ils respectent cumulativement les trois conditions légales à cet effet, notamment celle de correspondre à un service imposé par le prêteur comme condition d'octroi du prêt.
Il faut par ailleurs distinguer entre les coûts accessoires liés à des services (maintenance du véhicule par exemple pour un crédit automobile) aux coûts accessoires d'assurance. La pratique est de développer des financements s'apparentant à des locations et ne relevant pas de l'obligation de produire le TEG contractuellement[réf. nécessaire]. Pour certains[Qui ?], il reste un cheminement à faire pour que les professionnels produisent un niveau d'information suffisant et clair[réf. nécessaire].
En 1998, la commission européenne a adopté par sa directive n°7[réf. nécessaire][Quoi ?] la définition suivante du calcul du TEG, conforme à la mathématique actuarielle : le TEG est tel que la somme algébrique des flux actualisés entrant (+) et sortant (-) est nulle à une date quelconque. Le TEG est le taux annuel, base 365 par convention, équivalent du taux journalier i d'actualisation : {\displaystyle (1+TEG)=(1+i)^{365}}. Le flux actualisé {\displaystyle F_{A}} d'un flux {\displaystyle F_{0}} est tel que {\displaystyle F_{A}=F_{0}*(1+i)^{N}}où N est le nombre de jours réels séparant la date de l'échange {\displaystyle F_{A}} de la date de l'échange {\displaystyle F_{0}}. On choisit généralement comme date de référence la date la plus élevée des flux.
La France a adopté cette directive dans la loi 2002-927. Le taux effectif global est ainsi, nécessairement, un taux actuariel proportionnel. La Cour de cassation l'a rappelé, dans un arrêt du 27 novembre 2013.
Il est aisé de calculer le TEG d'un crédit à l'aide d'un tableur ou des outils qui existent en ligne, dès lors que le tri est fait parmi l'ensemble des coûts associés à un prêt, pour identifier ceux qui font juridiquement partie de son calcul.

##### Letaux annualisé effectif globalou TAEG
Le TAEG est un indicateur juridique, donc de même nature que le TEG, destiné aux crédits à la consommation, dont, depuis 2016, les crédits immobiliers aux consommateurs.

##### Letaux d'intérêt légal
Constitue le taux d'intérêt minimal, applicable à certaines situations juridiques ou décisions judiciaires.
Il s'applique aux crédits, mais également, plus largement à toutes les situations dans lesquelles un capital peut produire un intérêt.

#### Principaux thèmes de contentieux du crédit
En dépit du renforcement constant de la législation du crédit, notamment, sous l'impulsion de l'Union européenne, le contentieux du crédit connaît un vif développement.
Celui-ci porte principalement sur :
- le respect des obligations d'information du prêteur et de l'intermédiaire : obligation de présentation (du distributeur bancaire), obligation d'information, obligation de mise en garde (ou obligation d'explication et obligation de conseil, lorsqu'elle est due ;
- la validité du calcul du Taux effectif global ou du Taux annualisé effectif global ;
- la validité des garanties constituées, notamment des cautions ;
- la solidarité entre co-emprunteurs, spécialement, au sein des couples, en fonction des différentes formes d'union ;
- le surendettement entre également dans le contentieux des opérations de crédit.

## En finance
Le crédit englobe toutes les formes de mise à disposition d'argent, que ce soit sous la forme de contrats de prêts bancaires ou de délais de paiement d'un fournisseur à un client.
- Le crédit est généralement porteur d'un intérêt que doit payer le débiteur (le bénéficiaire du crédit, appelé aussi emprunteur) au créditeur (celui qui accorde le crédit, appelé aussi prêteur).
- Lorsque la mise à disposition de fonds est faite par une Institution bancaire ou financière, celle-ci peut soit utiliser une épargne préalable dont elle dispose ou soit l'emprunter à son tour sur le marché monétaire, soit créer le montant emprunté par le mécanisme de création monétaire.

### Mécanisme du crédit

#### Catégories
Les banques, qui sont les principaux fournisseurs de crédit, tant aux particuliers qu'aux entreprises, distinguent généralement les crédits à court terme (moins d'un an), à moyen terme (de 2 à 6 ans), et à long terme (au-delà de 6 ans). Ce découpage n'est pas normalisé et varie d'une banque à l'autre.
Par ailleurs on distingue généralement :
- le prêt, une somme fixe et déterminée une fois pour toutes, à rembourser en une ou plusieurs échéances déterminées ;
- le crédit permanent ou le crédit de caisse correspondant au droit d'emprunter à volonté de l'argent à la banque dans des limites de durée et de montant. Pour le bénéficiaire, l'intérêt est d'utiliser l'argent en fonction de son besoin et donc de n'emprunter que le strict nécessaire. Dans ce cas de figure, la banque accorde une autorisation appelée accréditif qui peut être utilisée dans le cadre :
  - d'une ouverture de crédit ;
  - d'un crédit renouvelable, autrefois appelé crédit permanent ou crédit revolving ;
  - d'une autorisation de découvert.
- le rachat de crédit, qui consiste à regrouper tous ses crédits à la consommation et immobiliers en un unique prêt ;
- le crédit immobilier, destiné à l'acquisition ou la rénovation de biens immobiliers ;
- le crédit aux professionnels, en vue du financement d'actifs utilisés dans un cadre professionnel.

### Producteurs (ou fournisseurs) de crédits

#### En France
Les établissements de crédit, catégorie dont font partie les banques ont l'obligation d'obtenir l'agrément auprès de l'ACPR, leur Autorité administrative d'agrément et de contrôle.
De même, les Intermédiaire en financement participatif, catégorie juridique nouvelle, effective depuis le 1er octobre 2014, peuvent, sous certaines conditions, réaliser des opérations de crédit.
L'ACPR a remplacé le Cecei et l'Acam. Cette autorité supervise les établissements de crédit, de même que la Banque centrale européenne et l'Autorité Bancaire Européenne.
L'analyse de la solvabilité du débiteur est au cœur de l'octroi et de la vente de crédit. Généralement, les établissements financiers ont une aversion pour les emprunteurs surendettés ou non-salariés.
Des automates commencent à faire leur apparition, utilisant des algorithmes et des logiques informatiques pour cette analyse.

##### Lesintermédiaire en financement participatif
Depuis le 1er octobre 2014, ceux-ci peuvent, sous certaines conditions, octroyer des crédits, dans le cadre de leurs activités de financement participatif (crowdfunding en anglais).

### La distribution du crédit

#### En France
La distribution, ou la vente, du crédit peut être perçue comme une évolution structurelle du crédit bancaire. La nécessité d'un meilleur équilibre bancaire se traduit par des objectifs plus grands de protection des consommateurs.
La vente du crédit est confiée soit aux établissements de crédit, soit aux intermédiaires indépendants des réseaux bancaires.
Ainsi, la commercialisation du crédit par les Intermédiaire en opérations de banque et en services de paiement fait l'objet, depuis 2013, d'une réglementation spécifique.
De même, le droit renforce les obligations et la responsabilité du banquier dispensateur de crédit. L'obligation de mise en garde se dégage, progressivement, depuis 2006.
Compte tenu de la création récente de cette obligation de mise en garde, la doctrine, comme la jurisprudence, ont tardé à définir la méthode de calcul du préjudice et de son indemnité réparatrice.
Plusieurs solutions se dessinent, de ce point de vue.
La théorie, désormais appliquée, de la perte de chance, conduit à écarter une indemnité égale au montant du prêt, pour la fixer à un pourcentage de celui-ci, de l'ordre de 5 % à 10 %. Une telle méthode n'exclut pas, au cas par cas, une indemnité plus importante, conditionnée, par exemple, à la démonstration précise du préjudice causé par la violation de l'obligation de mise en garde.
Le cadre juridique du crédit immobilier aux consommateurs a évolué en mars 2016, avec l'adoption, le 10 septembre 2013, de la nouvelle Directive européenne sur le crédit immobilier (CARRP). Cette législation est entrée en 2016 dans le code de la consommation (articles L. 313-1 et suivants, de celui-ci).

## Bibliographie

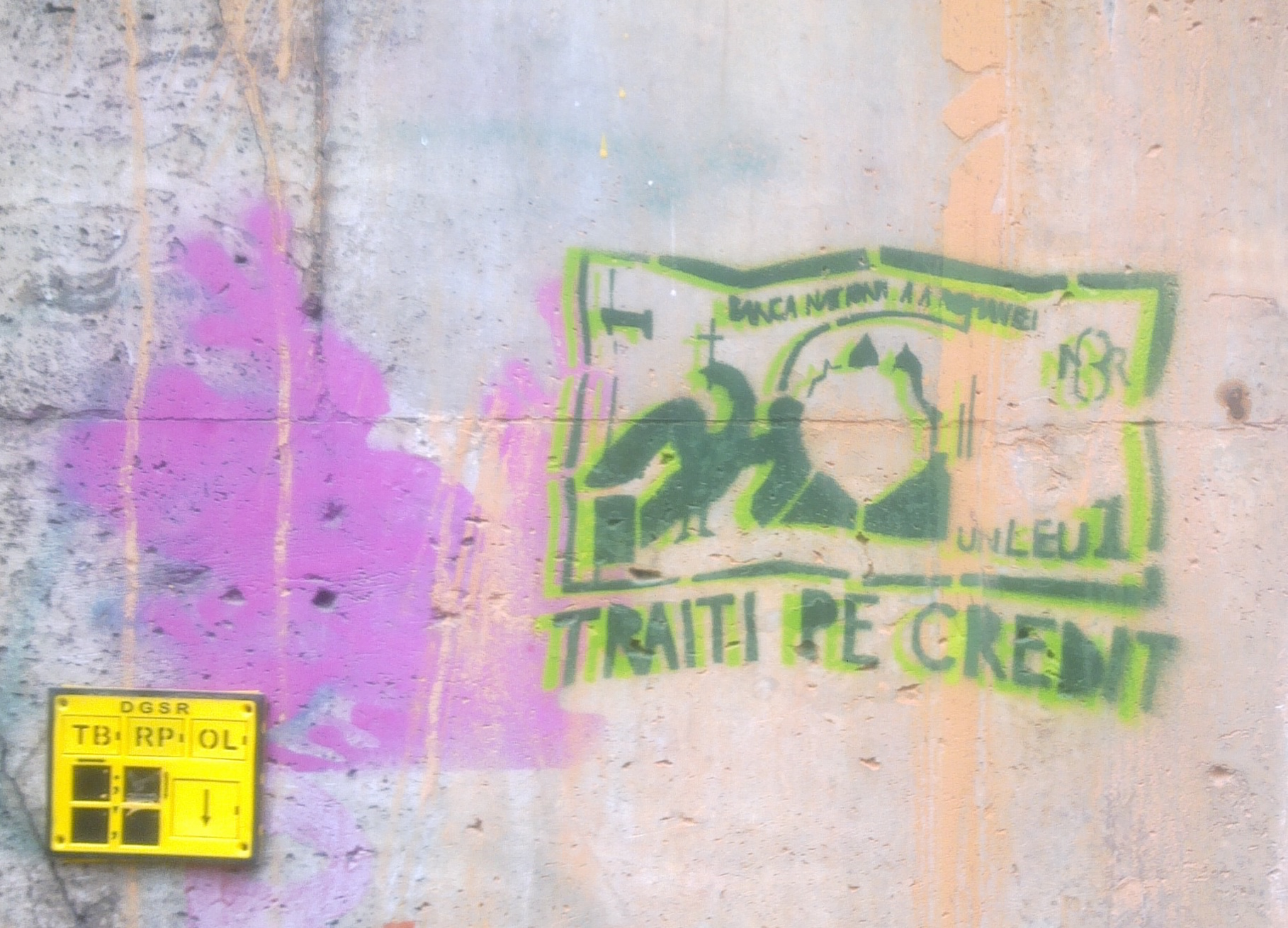
Graffiti anonyme à Bucarest (2013) : « vivez à crédit ».

### Le crédit dans la littérature
- Louis-Ferdinand Céline, Mort à crédit, Paris, Gallimard, coll. « Folio », 1985 (première édition : 1936), 622 p. (ISBN 978-2-07-037692-6)

### Ouvrages généraux, techniques et juridiques
- Dominique Legeais, Opérations de crédit, Paris, LexisNexis, 2017, 400 p. (ISBN 978-2-7110-2818-4)
- Cécile Kharoubi et Philippe Thomas, Analyse du risque de crédit : banque & marchés, Paris, RB Revue Banque, 2016, 160 p. (ISBN 978-2-86325-744-9)
- Jérôme Lasserre Capdevielle et Michel Storck, Le crédit aspects juridiques et économiques, Paris, Dalloz, 2012, 210 p. (ISBN 978-2-247-11774-1)
- Laurent Denis, Droit de la distribution bancaire T2 opérations de banque, Paris, RF, 2016, 278 p. (ISBN 978-2-9545221-2-8)
- Jean-Marie Arnaudiès, Crédit méfiez-vous, un peu de maths pour comprendre le crédit et en déjouer les pièges, Paris, Ellipses, 2013, 224 p. (ISBN 978-2-7298-8000-2)

### Ouvrages portant sur certaines natures de crédits
- Gérard Biardeaud et Philippe Florès, Crédit à la consommation : protection du consommateur, Paris, Delmas Express, 2012, 200 p. (ISBN 978-2-247-11496-2)